# 14315 Ogawamachi
14315 Ogawamachi (1977 EL5) là một tiểu hành tinh vành đai chính được phát hiện ngày 12 tháng 3 năm 1977 bởi H. Kosai và K. Hurukawa ở Trạm Kiso thuộc Đài thiên văn Tokyo.